# Hrabětice

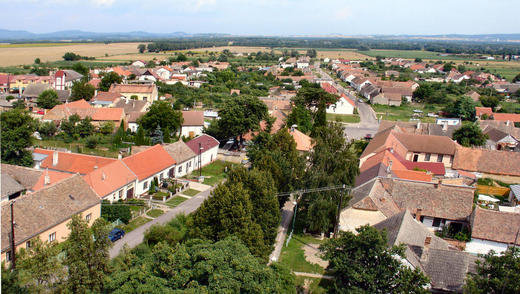
Hrabětice im Jahr 2006

Hrabětice (deutsch Grafendorf) ist eine Gemeinde im Jihomoravský kraj (Südmähren), Okres Znojmo (Bezirk Znaim) in Tschechien. Sie befindet sich 26 km östlich von Znojmo (Znaim) nahe der österreichischen Grenze.

## Geografie
Das Straßen-Angerdorf befindet sich zwischen der Jevišovka und der Thaya in der südmährischen Thaya-Schwarza-Senke. Nach Westen bildet Hrabětice mit Šanov (Schönau) ein zusammenhängendes Bebauungsgebiet.
Nachbarorte sind Hrušovany nad Jevišovkou (Grusbach) im Norden, Jevišovka im Nordosten, Travní Dvůr im Osten, Mitterhof im Südosten, Hevlín (Höflein an der Thaya) im Süden, Dvůr Anšov im Südwesten, Šanov (Schönau) im Westen sowie Šanov – U nádraží im Nordwesten.
Nördlich der Gemeinde verläuft die Eisenbahnstrecke zwischen Znojmo (Znaim) und Břeclav (Lundenburg), westlich jene von Brno (Brünn) nach Hevlín (Höflein an der Thaya).

## Geschichte
Der Ort wurde erstmals 1414 im Hardeggischen Urbar urkundlich erwähnt und 1464 als Bestandteil der Herrschaft Grusbach dokumentiert. 1623 kam der Ort an den Grafen Seyfried Christoph von Breuner in Staatz und Asparn an der Zaya, von dessen Nachkommen es 1668 Michael Adolf Graf von Althann erwarb. Er ließ 1698 eine Kapelle zu Ehren des hl. Antonius von Padua errichten, die 1784 aus Mitteln des Religionsfonds vergrößert und zur Pfarrkirche von Grafendorf und den Nebenort Schönau bestimmt wurde. Letzte Besitzer waren die Grafen Khuen.
In den Hussitenkriegen und im Dreißigjährigen Krieg sowie 1805 und 1809 durch die Franzosen in den Napoleonischen Kriegen hatte die Bevölkerung viel zu erleiden. Aus diesen Kriegszeiten stammen vermutlich auch die gefundenen Erdställe. 1838 und 1865 wird die Gegend durch Hagel verwüstet und 1839 überflutet die Thaya die Wiesen und bedeckt viele Grundstücke mit Sand. Auch die Cholera wütete während des 19. Jahrhunderts zweimal im Ort. Zuerst im Jahre 1855, als sie 134 Opfer forderte und später im Jahre 1866 während des Deutsch-Österreichischen Krieges.
Seit 1850 ist Grafendorf eine selbständige Gemeinde.
Die Einwohner lebten vor allem von der Landwirtschaft. Angebaut wurden neben verschiedenen Getreidesorten, Gurken, Zwiebeln, Knoblauch, Kirschen Weichseln, Zwetschgen, Marillen, Pfirsiche, Nüsse, Äpfel und Birnen. Der sonst in Südmähren seit Jahrhunderten gepflegte Weinbau spielte in Grafendorf nur eine untergeordnete Rolle. Nachdem durch die Reblausplage, um 1864, fast alle Weinstöcke eingingen, begann man erst um 1925 wieder mit dem Weinbau. Die erwirtschafteten Mengen reichten jedoch nicht über den Eigenbedarf hinaus. Daneben gab es zahlreiche Handwerker und Nebenerwerbsbauern, die bei der Eisenbahn, in der Zuckerfabrik, am Ziegelofen und auf den Meierhöfen ihr Einkommen fanden. Die Jagd war mit jährlich 1.000 Hasen, 300 Rebhühnern, 200 Fasanen und 100 Wildenten ebenso ertragreich. Matriken wurden seit 1676 geführt. Onlinesuche über das Landesarchiv Brünn. Laut Volkszählung von 1910 hatten 99,81 % der Ortsbewohner deutsch als Muttersprache. Im Ersten Weltkrieg hatte Grafenau 45 Tode zu beklagen. Nach dem Ersten Weltkrieg zerfiel der Vielvölkerstaat Österreich-Ungarn. Mit dem Vertrag von Saint-Germain wurde der Ort Bestandteil der neu gegründeten Tschechoslowakei.
In der Zwischenkriegszeit kam es durch neue Siedler und neu ernannte Beamte zu einem vermehrten Zuzug von Personen mit tschechischer Nationalität. Deren Anteil stieg zwischen den Volkszählungen 1910 und 1930 von 0,13 % auf 8,6 %. Der letzte deutsche Postmeister wurde im Jahre 1922 entlassen. Die Elektrifizierung des Ortes fand im Jahre 1930 statt. Um die Gefahr von Hochwassern zu bannen, begann man 1931 die Thaya zu regulieren. Während der Sudetenkrise wurde Grafendorf von einer tschechischen Maschinengewehrkompanie und eine Haubitzenbatterie besetzt. Durch das Münchner Abkommen wurde Grafendorf mit 1. Oktober 1938 bis 1945 ein Teil des deutschen Reichsgaus Niederdonau zu Beginn des nationalsozialistischen Expansionskrieges. Von 1939 bis 1945 war Grafendorf mit der Nachbargemeinde Schönau zur neuen Gemeinde „Schöngrafenau“ zusammengeschlossen.
Nach dem Ende des Zweiten Weltkrieges, in dem der Ort 58 Gefallene und 24 Vermisste zu beklagen hatte, kam die Gemeinde am 8. Mai 1945 wieder zur Tschechoslowakei zurück. In folgenden Wochen wurden die Häuser der deutschmährischen Bevölkerung von tschechischen „Hausverwaltern“ in Besitz genommen. Bei den antideutschen Maßnahmen durch nationale Milizen kam es zu zwei Ziviltoten. Zwischen dem 22. Juni und dem 18. September 1946 wurden 165 Grafendorfer-Bürger nach Westdeutschland zwangsausgesiedelt. 30 der nach 1919 zugezogenen tschechischen Bürger verblieben im Ort. Von den Vertriebenen wurden 40 Familien in Österreich, 340 Familien in Deutschland und je zwei in europäischen Ländern bzw. in Kanada ansässig.
Mit einer in der Kirche angebrachten Marmortafel und dem renovierten Hauptkreuz am Friedhof gedenken die ehemaligen Ortsbewohner ihrer Ahnen und Gefallenen.

## Wappen und Siegel
Das Siegel aus dem Jahr 1598 zeigt ein Renaissanceschild. Ein Pflugmesser kreuzt ein leicht schräg gestelltes Messer, und 5 Eicheln wachsen aus dem Schildrand.

## Bevölkerungsentwicklung
| Volkszählung | Einwohner gesamt | Volkszugehörigkeit der Einwohner | Volkszugehörigkeit der Einwohner | Volkszugehörigkeit der Einwohner |
| Jahr         | Einwohner gesamt | Deutsche                         | Tschechen                        | Andere                           |
| ------------ | ---------------- | -------------------------------- | -------------------------------- | -------------------------------- |
| 1880         | 974              | 947                              | 27                               | 0                                |
| 1890         | 1163             | 1126                             | 37                               | 0                                |
| 1900         | 1315             | 1294                             | 13                               | 8                                |
| 1910         | 1555             | 1552                             | 2                                | 1                                |
| 1921         | 1564             | 1471                             | 55                               | 38                               |
| 1930         | 1605             | 1430                             | 138                              | 37                               |

## Gemeindegliederung
Für die Gemeinde Hrabětice sind keine Ortsteile ausgewiesen. Zu Hrabětice gehört die Ansiedlung Travní Dvůr (Trabingerhof).

## Sehenswürdigkeiten

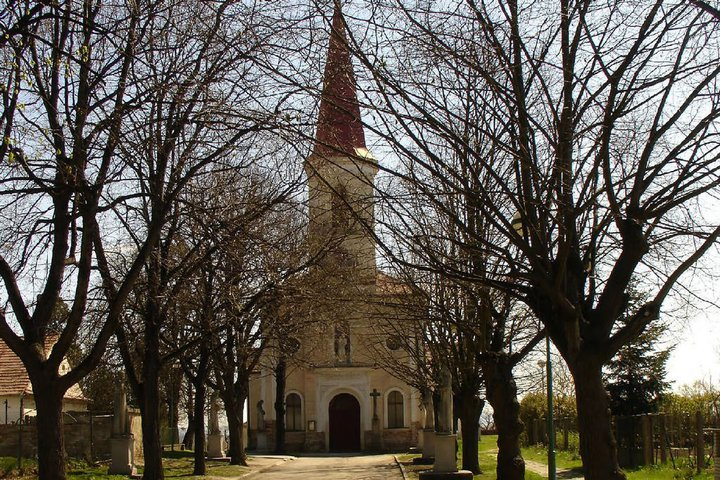
Antoniuskirche

- Die Bründl-Kapelle (1831), der Kalvarienberg mit Grotte und eine Statue „Dornengekrönter Heiland“ an der Grusbacher Straße.
- Pfarrkirche des hl. Anton von Padua (1864), davor eine Kapelle (1698), Umbau (1760) mit 6 Heiligenstatuen[10]

## Persönlichkeiten
- Franz Gepperth (1912–1963), deutscher Politiker und Volkstumspfleger
- Hans Landsgesell (* 18. Mai 1929), Heimat- und Mundartforscher. Kulturpreisträger.
- Josef Scholler (* 1928), Kulturpreisträger.

## Belege
1. ↑  Český statistický úřad – Die Einwohnerzahlen der tschechischen Gemeinden vom 1. Januar 2023 (PDF; 602 kB)
2. ↑  Leopold Kleindienst: Die Siedlungsformen, bäuerliche Bau- und Sachkultur Südmährens ISBN 3-927498-09-2
3. ↑  Hans Zuckriegl: Ich träum' von einem Weinstock, Kapitel 7, S. 259
4. ↑  Acta Publica (Memento des Originals vom 24. Februar 2020 im Internet Archive)  Info: Der Archivlink wurde automatisch eingesetzt und noch nicht geprüft. Bitte prüfe Original- und Archivlink gemäß Anleitung und entferne dann diesen Hinweis. Registrierungspflichtige Online-Recherche in den historischen Matriken des Mährischen Landesarchivs Brünn (cz, dt). Abgerufen am 25. März 2011.
5. ↑   Johann Wolfgang Brügel: Tschechen und Deutsche 1918 – 1938, München 1967
6. ↑   Gerald Frodl, Walfried Blaschka: Der Kreis Znaim von A-Z, 2009, Südmährischer Landschaftsrat, Geislingen an der Steige, Totenbuch S. 378.
7. ↑  Alfred Schickel, Gerald Frodl: Geschichte Südmährens. Band III. Maurer, Geislingen/Steige 2001, ISBN 3-927498-27-0,Grafendorf S. 274, 411, 421, 423, 427, 573, 577.
8. ↑   Bruno Kaukal: Die, Wappen und Siegel der südmährischen Gemeinden, 1992, Grafendorf Seite 69.
9. ↑   Historický místopis Moravy a Slezska v letech 1848–1960, sv.9. 1984
10. ↑  Johann Zabel: Kirchlicher Handweiser für Südmähren, 1941, Generalvikariat Nikolsburg, Grafendorf, später Schöngrafenau S. 26